# Ирулеги, Хосе Антонио
Хосе́ Анто́нио Ируле́ги Гарме́ндия (исп. José Antonio Irulegui Garmendia; род. 1 апреля 1937 года) — испанский футболист и тренер. В бытность игроком выступал на позиции защитника.

## Карьера игрока
Родившийся в баскском городе Ласарте-Ориа (провинция Гипускоа) Ирулеги занимался футболом в клубе «Реал Сосьедад». На профессиональном уровне он выступал за команды «Эйбар», «Реал Сосьедад» и «Понтеведра». Всего в испанской Ла Лиге Ирулеги провёл 11 сезонов и 249 матчей, забив всего один гол.
В июне 1971 года, в возрасте 34 лет, Ирулеги покинул галисийский клуб, выступавший на то время в Сегунде. Проведя ещё один сезон в команде Терсеры «Реал Мурсия», он завершил свою карьеру игрока.

## Тренерская карьера
Ирулеги работал тренером на протяжении более чем четверть века, начиная с «Депортиво де ла Корунья», который он возглавил за пять туров до конца турнира в Сегунде 1973/1974, по итогам которого команда вылетела в Терсеру. По ходу сезона 1975/1976 он возглавил «Реал Сосьедад», который под его руководством на протяжении следующих двух с половиной сезонов играл роль середняка Ла Лиги. Перед чемпионатом Испании 1978/1979 Ирулеги был назначен главным тренером команды Ла Лиги «Эспаньола», а в следующем сезоне (после 13 матчей) он оставил этот пост. В декабре 1980 года он возглавил находившуюся в зоне вылета Ла Лиги «Мурсию», но так и не сумел спасти её от понижения в классе по итогам чемпионата. В 1985—1987 годах Ирулеги работал с командой Сегунды B «Реал Бургос», выведя её в итоге в Сегунду. На протяжении следующих двух с половиной сезонов он занимал должность главного тренера «Хереса», выступавшего тогда в Сегунде. В середине сезона 1990/1991 он возглавлял «Леванте», аутсайдера Сегунды. В сезоне 1993/1994 Ирулеги привёл «Алавес» к уверенной победе в своей группе Сегунды B, но команда не сумела по итогам последовавшего плей-офф добиться выхода в Сегунду. С середины апреля по конец октября 1995 года Ирулеги занимал пост главного тренера «Мальорки», выступавшей тогда в Сегунде.
В начале 1997 года Ирулеги возглавил находившийся в зоне вылета Сегунды «Вильярреал», который он сумел в итоге поднять в середину турнирной таблицы. Под руководством Ирулеги «Вильярреал» по результатам сезона 1997/1998 добился первого в своей истории выхода в Ла Лигу, одолев в стыковых матчах «Компостелу». За два тура до конца следующего сезона, он был уволен со своего поста. Команда в это время находилась в зоне стыковых матчей, в итоге «Вильярреал» уже без него проиграл в стыковых матчах «Севилье», таким образом вылетев из Ла Лиги в дебютном для себя сезоне.